# Gaetano Badii
Gaetano Badii (Massa Marittima, 6 novembre 1867 – Massa Marittima, 3 settembre 1937) è stato uno storico e bibliotecario italiano.

## Biografia
Gaetano Badii nacque a Massa Marittima il 6 novembre 1867 da Agostino Badii e Marianna Baldini. Il padre aveva combattuto come volontario garibaldino al Volturno e in Tirolo con i fratelli Gaetano e Giovanni. A causa della povertà della famiglia dovette interrompere la scuola e, appena quattordicenne, nel 1882 entrò a lavorare in miniera (Capanne Vecchie e Fenice) dove si distinse fino a diventare caposervizio. Rimasto orfano del padre, morto nel 1885, dovette farsi carico delle tre sorelle Marianna, Caterina e Artemisia e del fratello Mazzini. In quegli anni di lavoro in miniera iniziò la sua intensa attività politica come esponente repubblicano e, questo, gli permise di entrare in contatto con numerose personalità del partito e di partecipare da protagonista alla storia della lotta politica del movimento operaio del bacino massetano e al dibattito ad essa sotteso. L'esperienza politica costituì un aspetto che caratterizzò in modo forte la sua esistenza. Militante mazziniano, credeva profondamente nell'emancipazione dell'essere umano. Da autodidatta studiò fino ad ottenere il diploma di ragioniere che utilizzò per cambiare la propria posizione economica. Ma, oltre a questo, l'amore per lo studio lo portò soprattutto a sviluppare un interesse per la storia e per la ricerca e ad approfondire le tematiche che più lo appassionavano come, in primo luogo, la celebrazione della storia risorgimentale e dei suoi personaggi, ma anche la ricostruzione del passato minerario del territorio massetano unita all'interesse per gli studi etruschi e alla scoperta di reperti preistorici.
Nel 1889 si sposò con Erminda Conticelli da cui ebbe quattro figli: Pericle, Maria, Aldo e Fidelia. Rimase a lavorare in miniera per più di venti anni, poi, nel 1906, lasciò definitivamente la miniera per aprirsi ad incarichi di tipo amministrativo iniziando a lavorare come archivista economo del comune di Massa Marittima. Fu consigliere comunale dal 1892 e assessore dal 1907 al 1910 e consigliere provinciale dal 1905 al 1911. Intanto, l'esperienza vissuta come segretario della Società anonima operaia cooperativa di consumo fin dalla fondazione nel 1892 e nella Banca popolare cooperativa gli avevano permesso di acquisire una notevole competenza nella tecnica cooperativistica che mise in pratica partecipando a vari concorsi. Infatti, nel dicembre 1907 ottenne il posto di segretario dirigente della Società cooperativa fra impiegati privati di Trieste, ma aveva superato anche altri concorsi, tra cui quello alla direzione dell'Unione cooperative di Pesaro.
Nel 1911 riuscì a trovare una collocazione stabile nella sua città quando vinse il concorso per l'incarico di segretario della Congregazione di carità che, all'epoca, amministrava l'ospedale di Sant'Andrea e il Ricovero di mendicità. Sempre nel 1911 fu nominato corrispondente del Comitato nazionale per la storia del Risorgimento italiano per il territorio grossetano. Fu direttore della Biblioteca comunale e del Museo civico fino alla morte e come riconoscimento della sua attività l'amministrazione comunale gli intitolerà l'istituto. Interventista democratico, per tutto il periodo della guerra partecipò ad ogni iniziativa per l'assistenza civile entrando nelle varie organizzazioni assistenziali, economiche e di propaganda. La guerra lo colpì duramente quando perse il figlio Pericle, volontario caduto il 20 ottobre 1918 in Trentino, che lasciò in lui un segno profondo.
Nel 1921 con Regio Decreto il Badii fu nominato ispettore onorario per le antichità e l'arte. In questa veste, che gli fu confermata fino al 1933, svolse una intensa attività di promozione di campagne di scavi nel territorio di Massa con interessanti scoperte come le cosiddette "Tane" preistoriche e l'insediamento etrusco intorno al lago dell'Accesa. Apprezzato dagli studiosi del settore, fu membro del Comitato nazionale per i monumenti e scavi e dell'Accademia filologica italiana. Fu anche promotore della istituzione di una scuola mineraria a Massa Marittima con altri illustri personaggi come Bernardino Lotti e Ettore Socci, che più volte presentò la questione in Parlamento. Fu tra gli autori del Dizionario del Risorgimento nazionale (4 voll., 1930-37) diretto da Michele Rosi.
Morì a Massa Marittima il 3 settembre 1937.

## Archivio
L'archivio Gaetano Badii è depositato presso l'archivio storico comunale di Massa Marittima. Il fondo è una stratificazione piuttosto complessa consistente nelle carte prodotte dal Badii e in altre carte di personaggi e associazioni di Massa Marittima inseriti nel contesto dell'epopea risorgimentale. Si individuano al suo interno molte carte di persone che il Badii ha raccolto per motivi di studio e in alcuni casi donate dagli stessi proprietari. Oltre agli archivi di personaggi sono presenti archivi di associazioni di matrice risorgimentale, patriottica, mutualistica o umanitaria. Della raccolta fa parte anche l'archivio della famiglia Gamberucci di Prata (1789 - 1907) a cui si collegano altri nuclei documentari di persone legate alla famiglia.